# Lisów (powiat radomski)
Lisów – wieś w Polsce położona w województwie mazowieckim, w powiecie radomskim, w gminie Jedlińsk. Ma status sołectwa.
| SIMC    | Nazwa            | Rodzaj     |
| ------- | ---------------- | ---------- |
| 0624953 | Borki Lisowskie  | przysiółek |
| 0624947 | Dębniak Lisowski | część wsi  |

Lisów istniał w XII w. Prywatna wieś szlachecka Lisów-Komorniki, położona była w drugiej połowie XVI wieku w powiecie radomskim województwa sandomierskiego. W latach 1975–1998 miejscowość należała administracyjnie do województwa radomskiego.
Wieś jest siedzibą rzymskokatolickiej parafii Nawiedzenia Najświętszej Maryi Panny. W Lisowie mieści się kościół pw. Nawiedzenia Najświętszej Maryi Panny, pochodzący z 1881 roku.

## Geografia
Lisów położony jest w obrębie Wzniesień Południowomazowieckich na Równinie Radomskiej. W jego rejonie znajduje się dopływ rzeki Tymianki.
Przysiółkami Lisowa są: Borki Lisowskie, Dębniak Lisowski i Żołowie.